# SN 1998eb
SN 1998eb – supernowa typu Ia odkryta 17 września 1998 roku w galaktyce NGC 1961. W momencie odkrycia miała maksymalną jasność 17,80m.